# Río Batúrino (Vagái)
El río Batúrino (en ruso: Батурино es un río del óblast de Tiumén, en Rusia. Es un afluente por la derecha del río Vagái, que lo es del río Irtish, y éste a su vez del río Obi, a cuya cuenca hidrográfica pertenece.

## Geografía
Su curso tiene una longitud de 19 km y discurre principalmente en dirección norte. Nace a 109 m sobre el nivel del mar, un kilómetro al sur de Nikoláyevka. Desemboca a 62 m de altura en el Vagái en Batúrina, a 321 km de su desembocadura en el Irtish en Vagái.